# ST Близнецов
ST Близнецов (лат. ST Geminorum) — одиночная переменная звезда в созвездии Близнецов на расстоянии (вычисленном из значения параллакса) приблизительно 4283 световых лет (около 1313 парсеков) от Солнца. Видимая звёздная величина звезды — от +15,5m до +11m.

## Характеристики
ST Близнецов — красный гигант, пульсирующая переменная звезда, мирида (M) спектрального класса M5e-M9e, или M4,5, или M6e:. Радиус — около 52,63 солнечных, светимость — около 298,508 солнечных. Эффективная температура — около 3307 K.